# 仿真器

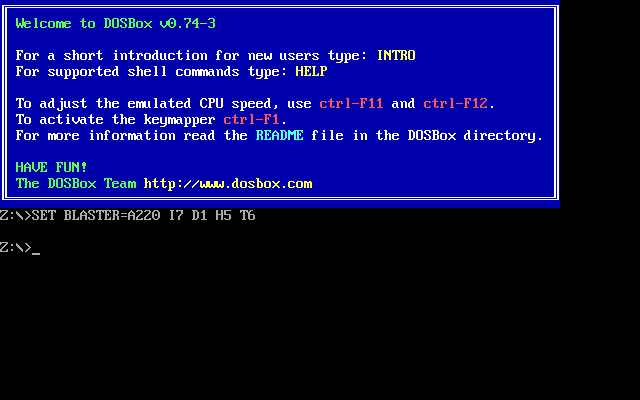
DOSBox 仿真的命令行界面 DOS。

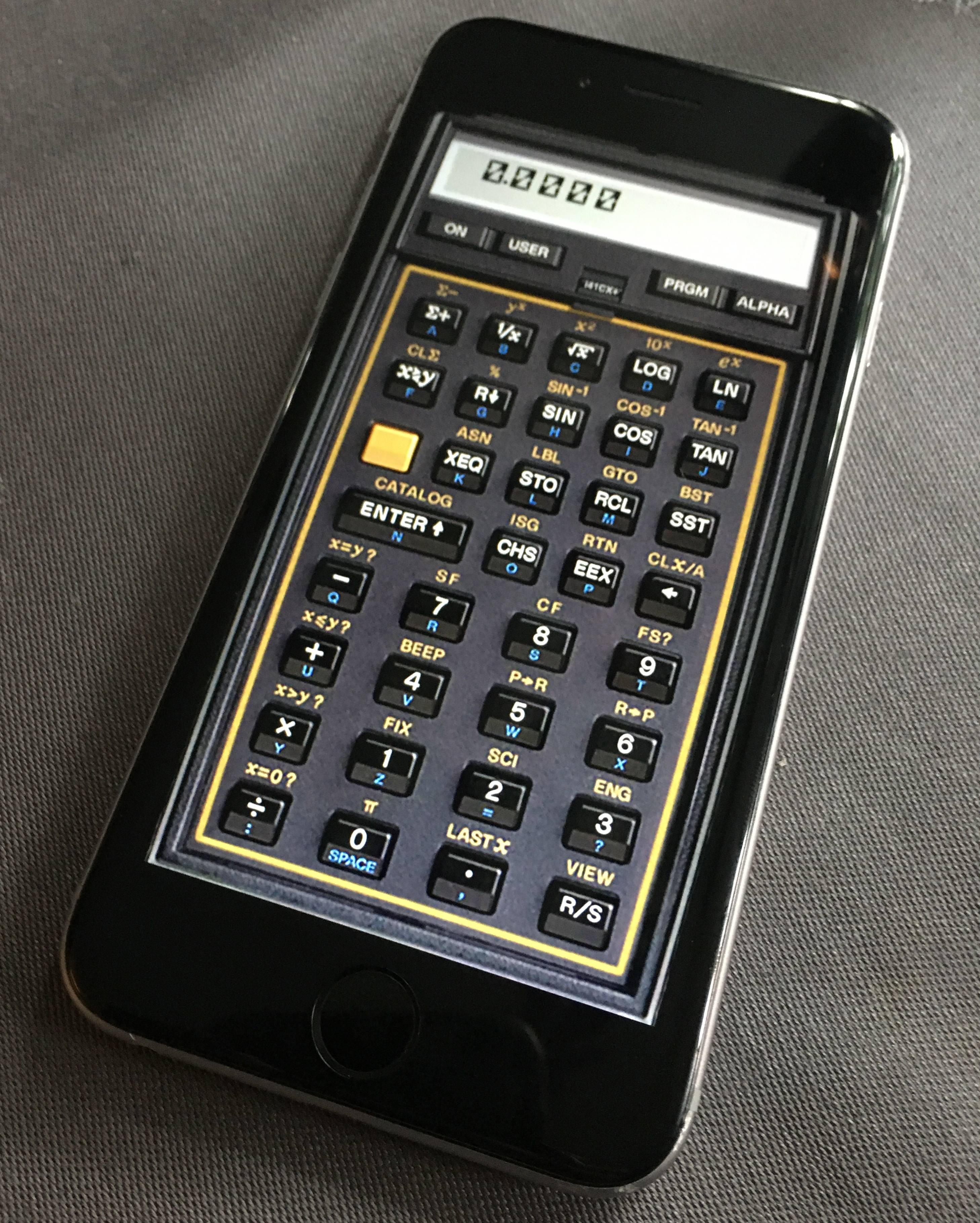
适用于在 Apple iOS上运行的 1983 可编程计算器HP-41C X 的仿真流动应用程序。此外，还可以显示该计算器系列热敏印刷历史的输出。

仿真器（英語：Emulator），也有译作模拟器，是指一台计算机系统（称为 "主机"）模仿另一台计算机系统（称为 "客机"）的行为，主要透過硬件或软件。仿真器通常允许主机系统运行或使用为客机系统设计的软件使外围设备。
仿真（emulation）是指电子设备中的计算机程序模拟另一个程序或设备的能力。例如：许多打印机被设计用来仿真惠普激光打印机，因为很多软件都是为惠普打印机编写的。如果非惠普打印机仿真惠普打印机，为真正惠普打印机编写的任何软件也会在非惠普打印机仿真中运行，并产生相同的打印效果。至少自 20 世纪 90 年代起，许多视频游戏业余爱好者和发烧友都开始使用仿真器来玩 20 世纪 80 年代的经典街机游戏，使用的是旧游戏的原始机器代码和数据，仿真最初的视频游戏机，并由当前时代的系统进行解释。

硬件仿真器是采用硬件设备形式的仿真器。例如，在 20 世纪 90 年代的一些麦金塔计算机安装兼容了 DOS 的卡（如Centris 610或Performa 630），可运行个人计算机软件程序及基于现场可编程逻辑门阵列的硬件仿真器。邱奇-图灵论题意味着理论上任何操作环境都可以在任何其他环境中进行仿真，前提是忽略内存限制。然而，在实践中这可能相当困难，尤其是特别是当要仿真的系统的确切行为没有记录，并须通过逆向工程来推导时。此外，它也不涉及时间限制的内容；如仿真器的运行速度不及原始内部硬件快，会使仿真软件的运行速度慢（会触发定时器中断，从而改变行为）。
在中国，自动控制领域把simulation翻译为仿真，emulation翻译为模拟。例如：核电站仿真、电厂仿真等等。而2002年全国科学技术名词审定委员会公布出版的《计算机科学技术名词》（第二版）把simulation翻译为模拟，emulation翻译为仿真。这造成了极大的混淆。